# كوليس
بلدية كوليس (بالإسبانية: Coles) هي بلدية تقع في مقاطعة أورينسي التابعة لمنطقة غاليسيا شمال غرب إسبانيا.

## الديموغرافيا
بلغ عدد سكان بلدية كوليس 3.199 نسمة عام 2011 (وفقاً للمعهد الوطني للإحصاء الإسباني).
| 285 | 212 | 071 | 941 | 929 | 880 | 3.199 |